# Eleonore Büning
Elisabeth Eleonore Büning, geborene Bauer (* 2. Januar 1952 in Frankfurt am Main) ist eine deutsche Musikjournalistin.

## Leben
Eleonore Bauer wurde als Tochter von Otto Bauer und Gertrud Bauer-Kadolsky in Frankfurt am Main geboren und wuchs in Bonn auf. Sie besuchte das Elly-Heuss-Knapp-Gymnasium, wo sie am 15. Juni 1970 das Abitur ablegte. An der Freien Universität Berlin nahm sie ein Studium der Musik-, Theater- und Literaturwissenschaften auf. Von 1973 bis 1976 war sie als wissenschaftliche Mitarbeiterin am Musikwissenschaftlichen Institut der FU Berlin beschäftigt. Danach absolvierte sie mehrere Praktika für Musiktherapie am Klinikum der Medizinischen Hochschule in Hannover und gab Musikunterricht.
1989 legte sie ihre Dissertation unter dem Titel A. B. Marx und Beethoven in der Berliner Allgemeinen Musikalischen Zeitung (1824–1830) vor. Darin untersuchte sie die Entstehung des musikalischen Mythos Beethoven. Die Arbeit erschien im Buchhandel unter dem Titel Wie Beethoven auf den Sockel kam. 1990 heiratete sie den politischen Journalisten und taz-Mitbegründer Meino Büning. Eleonore Büning hat zwei Kinder.
Seit 1978 veröffentlichte Eleonore Büning Aufsätze für Musikfachzeitschriften, seit 1983 schrieb sie über Musik für die Berliner tageszeitung, später auch für die Weltwoche in Zürich, den Rheinischen Merkur und den Rundfunk. 1994 wurde sie Musikredakteurin im Feuilleton der Zeit. 1997 wechselte sie zur Frankfurter Allgemeinen Zeitung, wo sie bis 2018 tätig war, von 2008 bis 2012 als Redakteurin im Feuilleton der Frankfurter Allgemeinen Sonntagszeitung. Zudem moderiert sie Musiksendungen u. a. bei SWR 2 und WDR 3.
Von 2010 bis 2022 war Eleonore Büning Vorstandsvorsitzende des Preises der deutschen Schallplattenkritik (PdSK). Tätig ist sie dort aktuell in der „Jury Oper I (Barock bis Belcanto)“.

## Preise und Auszeichnungen
- 2017: Preis der Pro Musica Viva-Stiftung[6]

## Werke
- Elisabeth Bauer: „Beethoven richtig kritisieren“, in: Sozialistische Zeitschrift für Kunst und Gesellschaft Heft 1–2/1977, hrsg. von der Vereinigung Sozialistischer Kulturschaffender (VSK), S. 99–103.
- Elisabeth Eleonore Bauer: Wie Beethoven auf den Sockel kam. Die Entstehung eines musikalischen Mythos. J. B. Metzler, Stuttgart u. a. 1992, ISBN 3-476-00849-5
- Eleonore Büning, Marcus Fischer u. a. Transfiguration: 75 Jahre Rundfunkchor Berlin. Mit beigefügter CD. Ewald von Kleist, Berlin 2000, ISBN 978-3-87440-188-3
- Dietrich Fischer-Dieskau, Eleonore Büning: Musik im Gespräch. Streifzüge durch die Klassik. Propyläen, München 2003, ISBN 3-549-07178-7
- Eleonore Büning, Claus Spahn u. a.: Maurizio Pollini. Leben und Musik des großen Pianisten. Zeitverlag Bucerius, Hamburg 2007 (ZEIT-Klassik Edition 13), ISBN 3-476-02213-7
- Eleonore Büning, Claus Spahn u. a.: Alban Berg Quartett. Biografie und Musik des berühmten Ensembles. Zeitverlag Bucerius, Hamburg 2007 (ZEIT-Klassik Edition 16), ISBN 978-3-476-02216-5
- Eleonore Büning: Sprechen wir über Beethoven: Ein Musikverführer. Benevento, Salzburg 2018, ISBN 978-3-7109-0050-1
- Eleonore Büning: Warum geht der Dirigent so oft zum Friseur? Benevento, Salzburg 2020, ISBN 978-3-7109-0099-0
- Alfred Brendel, Eleonore Büning u. a.: BAMBERG DIARY #1 : Europa. Meine Heimat. Nimbus, Wädenswil 2020, ISBN 978-3-03850-074-2
- Eleonore Büning: Wolfgang Rihm. Über die Linie. Die Biografie. Benevento, Salzburg 2022, ISBN 978-3-7109-0147-8.[7]